# ナルア・カンダスワミ寺院

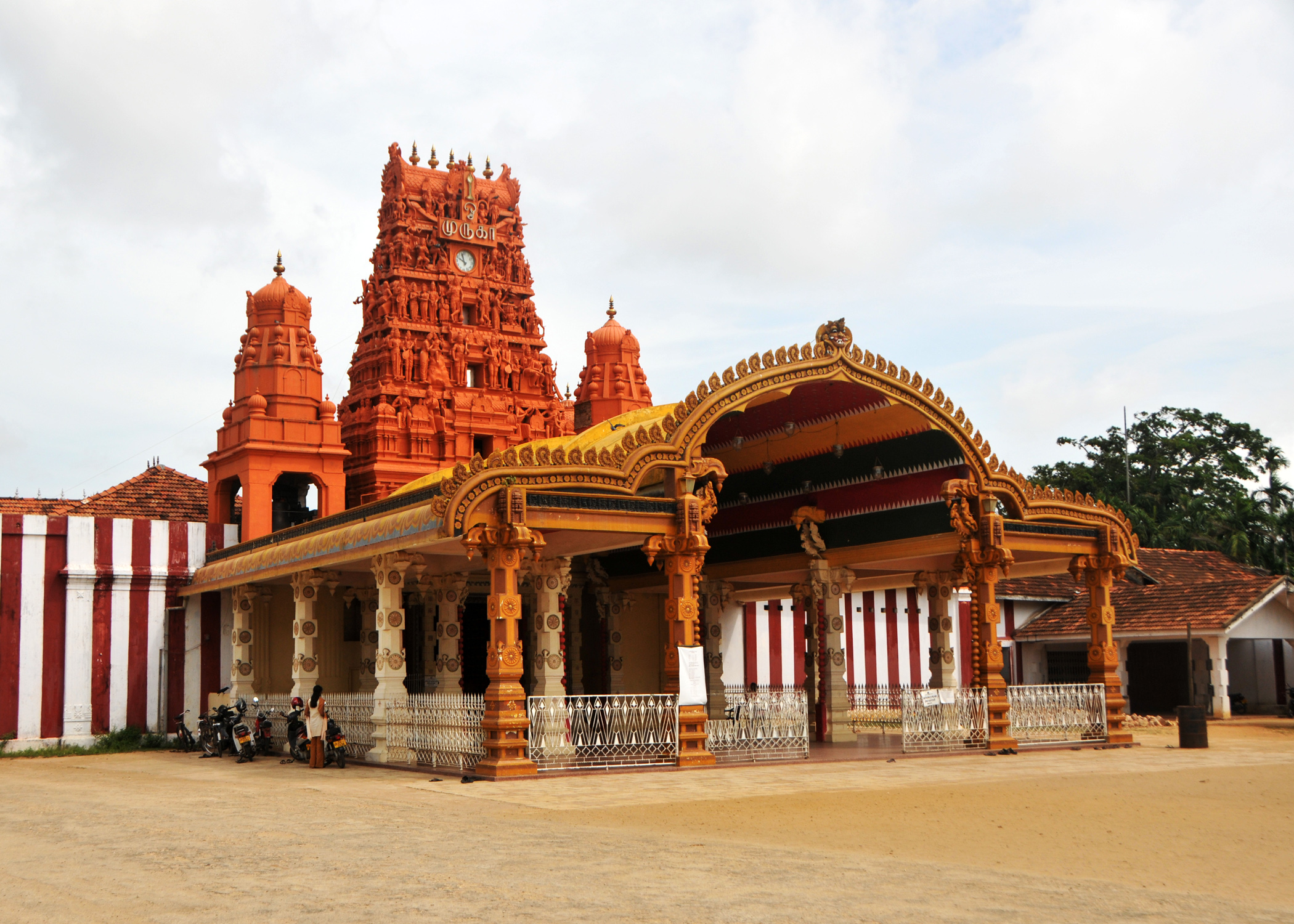
ナルア・カンダスワミ寺院の入り口

ナルア・カンダスワミ寺院（タミル語: நல்லூர் கந்தசுவாமி கோவில்、英語: Nallur Kandaswamy Temple）は、スリランカの北部州ジャフナにある寺院。
スリランカ国内でも最大級のヒンドゥー教寺院であり、特に7月から8月にかけての祭りではムルガン神を乗せた山車が町中を回り、国内から多くの信者が訪れる。